# 유리가오카역
유리가오카역(일본어: 百合ヶ丘駅)은 일본 가나가와현 가와사키시 아사오구에 위치한 오다큐 전철 오다와라선의 역이다. 역 번호는 OH 22이다.

## 역사
다마선 개통에 따라 신유리가오카역이 개통하기 전까지는 비교적 정비된 역 광장을 가지고 있어 가와사키시 중심으로 오다큐 전철에 급행 정차의 요청서가 나오기도 했었고, 가와사키시를 횡단하는 지하철 역 설치가 계획된 시기도 있었다.
- 1960년 3월 25일: 유리가오카 제일 공단 입주 시작에 따라 교통을 확보하기 위해서 영업 개시. 각역정차와 준급, 통근준급 정차역이 됨. 역 주변은 논밭과 구릉지가 조성되어 당시 새로운 생활 스타일을 실현한 단지로서 선구적인 베드타운이었음.
- 1978년 3월 31일: 유리가오카역·요미우리랜드마에역·이쿠타역을 통과하는 통칭 "스킵준급"(정식 명칭이 아님)이 설정되어 해당 열차 준급에 한 통과역이 됨.
- 1981년 3월 6일: 교상 역사와 남북 자유 통로가 완성되어 공용 개시.
- 1990년 3월 27일: 통칭 "스킵준급"이 폐지되고 준급 전 열차가 정차하게 됨.
- 2004년 12월 11일: 구간준급이 설정되어 정차역이 됨.
- 2013년 1월 24일: 행선지 안내기가 설치되어 사용 개시.

## 역 구조
상대식 승강장 2면 2선의 지상역으로 선로는 수로부에 있다. 교상 역사를 가지고 있으며 남쪽 출입구 쪽에는 역사와 역앞 광장이 직접 연결되어 있다. 건설 초기에는 대피선 공간도 확보되어 섬식 승강장 2면 4선의 구조도 가능하도록 되어 있었다.
2006년 2월 25일부터 엘리베이터의 사용이 개시되었다.

### 타는 곳
| 번호 | 노선       | 방향 | 방면                         |
| ---- | ---------- | ---- | ---------------------------- |
| 1    | 오다와라선 | 하행 | 오다와라·가타세에노시마 방면 |
| 2    | 오다와라선 | 상행 | 신주쿠·지요다선 방면         |

## 역 주변
- 가와사키시 소방국 아사오 소방서 유리가오카 출장소
- 유리가오카역앞 우체국
- 산라후레 유리가오카 (구 유리가오카 제1 단지)
- 유리가오카 미즈키 거리 (구 유리가오카 제2 단지)
- 다카이시 신사
- 오다큐 마르쉐
- 유리 스토어
- 슈퍼 산와
- 요코하마 은행 유리가오카 지점
- 가와사키 신용 금고 유리가오카 지점
- 가와사키시립 유리가오카 초등학교

## 사진

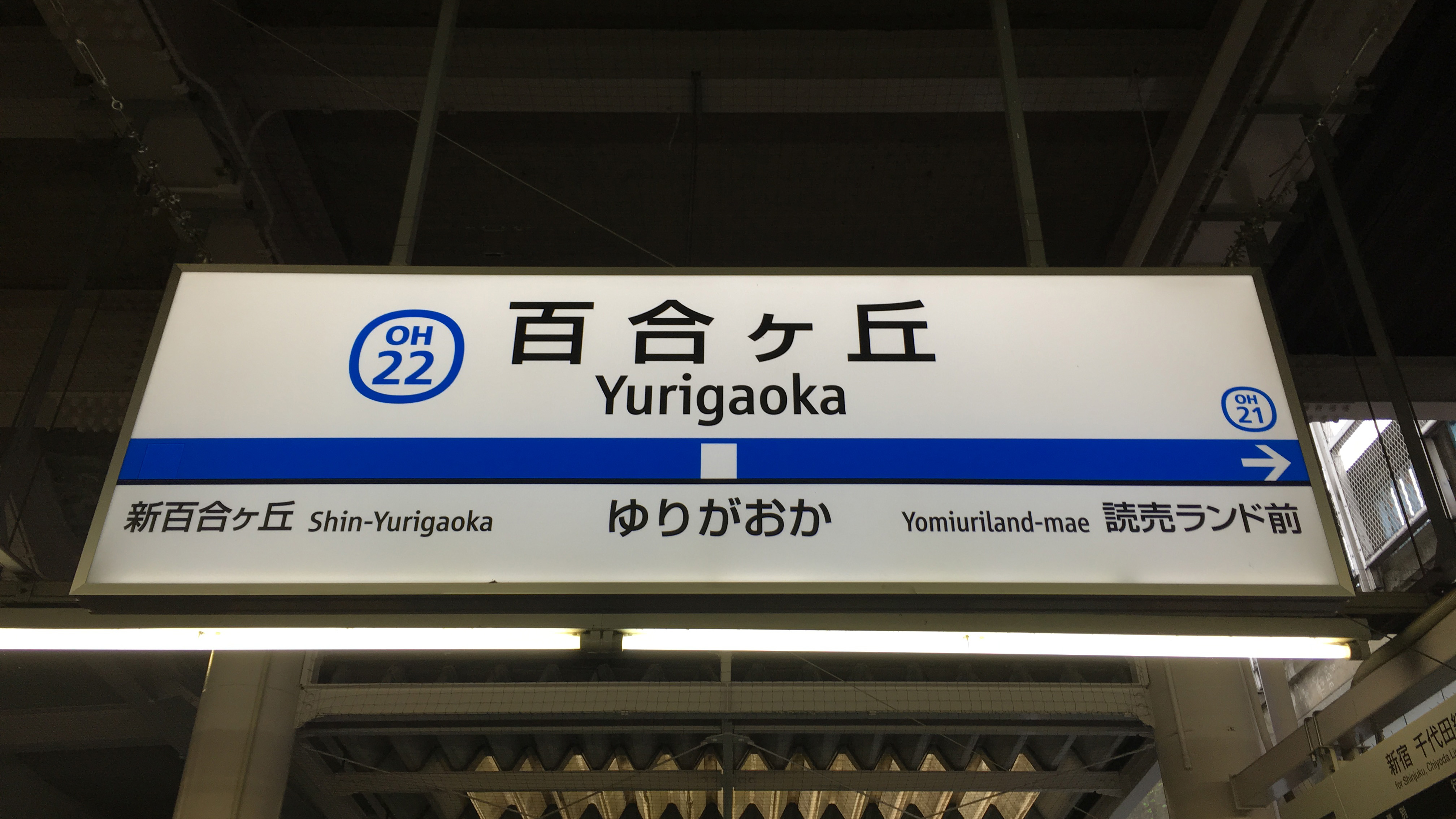
역명판

## 인접역
| 오다큐 오다와라선                  | 오다큐 오다와라선            | 오다큐 오다와라선                         |
| ---------------------------------- | ---------------------------- | ----------------------------------------- |
| (무정차통과)                       | ■ 쾌속급행 □ 통급급행 ■ 급행 | (무정차통과)                              |
| OH 21 요미우리랜드마에 아야세 방면 | □ 통근준급                   | 신유리가오카 OH 23 (하행 열차 없음)       |
| OH 21 요미우리랜드마에 아야세 방면 | ■ 준급                       | 신유리가오카역 오다와라 방면              |
| OH 21 요미우리랜드마에 신주쿠 방면 | ■ 각역정차                   | 신유리가오카 OH 23 후지사와·오다와라 방면 |